# Posizione giuridica del concepito
La condizione giuridica del concepito, non ancora nato, ha subito varie interpretazioni nel corso della storia del diritto.

## Profili storici

### Diritto romano
Il mondo romano ammetteva liberamente l'aborto.
La considerazione dei diritti del nascituro era sorta solo in relazione all'estrema importanza che il mondo romano attribuiva ai testamenti e al diritto successorio sia dal punto di vista patrimoniale, che religioso. Si pervenne così a tutelare il nascituro attraverso l'istituto del curator ventris e l'affermazione del principio: Nasciturus pro iam nato habetur, quotiens de commodis eius agitur (il nascituro deve essere considerato come già nato tutte le volte in cui si tratta di tutelare un suo diritto, secondo un passo del giurista Paolo, situato in Digesto 1,5,7).
Si discute tuttavia sulla possibile differente disciplina dell'aborto tra età classica e giustinianea: nel Digesto stesso, l'aborto (Ulpiano, D. 48,8,8) viene infatti fatto rientrare nella fattispecie di Lex Cornelia Sullae de sicariis et veneficis dell'81 a.C. Secondo la dottrina dominante, tale passo sarebbe stato interpolato dagli stessi giustinianei al fine di farlo rientrare nella legge, per cui l'aborto, almeno in età giustinianea, sarebbe stato punito in quanto tale (esilio o pena capitale).

#### Influenza sul diritto comune e sulla pandettistica
La tradizione romanistica fece sentire la sua influenza sul diritto comune e sulla pandettistica, rafforzata con la nuova concezione della necessità di difendere il nascituro.

## Negli ordinamenti giuridici vigenti

### Diritto italiano

#### La tradizione romanistica in diritto italiano
Secondo una teoria, nel sistema giuridico italiano il concepito gode di una certa soggettività giuridica, derivante dalla tradizione romanistica. Secondo una diversa lettura, poiché i diritti che la legge riserva al nascituro sono subordinati all'evento della sua nascita, invece, non è un soggetto di diritto. Il diritto italiano ha sempre ammesso il concepito tra i soggetti capaci di succedere, ma ovviamente solo se nasca vivo.
L'attuale articolo 462 del codice civile lo stabilisce a favore di tutti coloro che sono nati o concepiti al tempo dell'apertura della successione.
Stabilisce poi la possibilità di ricevere per testamento i figli di una determinata persona vivente al tempo della morte del testatore, benché non ancora concepiti.
L'articolo detta secondo la tradizione del curator ventris le disposizioni di amministrazione in caso di eredi nascituri.
L'articolo 715 del codice civile fissa, poi, le opportune cautele in caso di chiamata all'eredità di nascituri.
L'articolo 784 del codice civile, infine, disciplina il diritto di donazione a favore dei nascituri. Peraltro in tutte le ipotesi in cui il concepito non nasca vivo, non avrà luogo un fenomeno successorio nei suoi confronti, a conferma della assenza di un soggetto giuridico senza il presupposto della sua nascita.

#### Inquadramento e problemi
Nell'ordinamento non è presente una definizione giuridica del termine "concepito".
Come di consueto, la nozione tecnica di concepito si ricava attraverso l'interpretazione delle norme esistenti.
Per ricavare la nozione di concepito si fa riferimento in primo luogo alla lettera della legge di cui all'art.1 c.c. e alla Costituzione. Del pari sono integrate nel concetto di concepito anche le indicazioni di cui alla l.194/78 e 40/2004.
Ulteriori aspetti definitori possono rinvenirsi dalla differenza di significato che passa fra l'embrione, ovulo fecondato già annidato nella cavità uterina, e il concepito in quanto astratta entità umana, non ancora nata ma già individuabile, soggetto di diritti di ordine patrimoniale, come ben delineato nell'interpretazione della Corte costituzionale.
Il concepito è pertanto soggetto del diritto personalissimo alla nascita dopo il 90º giorno dal concepimento: dopo, cioè, che siano scaduti i termini per l'interruzione volontaria di gravidanza previsti dalla legge 194/78.
Anteriormente a tale termine può parlarsi di una condizione di tutela cedevole di fronte alle esigenze genitoriali e ordinamentali.
Una diversa sorte spetta all'embrione, che segue le vicende normative di legge speciale (l. 40/2004).

##### Il concepito e l'embrione nel diritto italiano
La differenza fra embrione e concepito è alla base di differenti tipologie di tutela giuridica.
Il concetto di embrione pare dalla legge 40 è utilizzato nella dimensione procedurale e oggettiva-scientifica.
La legge in discorso tratta l'embrione sopra definito come oggetto della tutela.
Quando le norme vogliono riferirsi alle situazioni giuridiche delle quali gode l'entità giuridica del concepito (non nato), riprendono l'ampio concetto di "concepito", cui sarebbe offerta una tutela diversa.

###### La tutela dell'embrione
In altre parole, la legge parla dell'embrione quale oggetto dei trattamenti sanitari, nel loro aspetto scientifico e non distinguendo ai fini che ci occupano, le diverse fasi di sviluppo dopo la fecondazione.
Infatti la legge stabilisce norme sull'attività scientifica, con particolare riferimento alla creazione, sperimentazione e crioconservazione, al fine esplicitato di tutelare questa entità minima di forma di vita.
Coerentemente, è notevole la circostanza che venga sancito collateralmente un divieto assoluto di soppressione degli embrioni "fermo restando quanto previsto dalla legge 22 maggio 1978, n. 194", ovvero la legge sull'interruzione volontaria di gravidanza.

###### La tutela del concepito
Il concepito, sarebbe, come si afferma in alcune massime di giurisprudenza sotto riportate, soggetto di diritti (o almeno di una legittima aspettativa a nascere, che si trasforma in vero e proprio diritto, salvo eccezioni, dopo il 90º giorno dal concepimento), insieme agli altri soggetti individuati dall'articolo 1 della legge 40/2004.
Al concepito la legge sembra quindi offrire, in modo peraltro difficilmente conciliabile con l'insieme delle normative in materia, i benefici dello status di soggetto che si va a delineare, garantendo alcune forme di tutela riguardanti, in particolare, la sua condizione rispetto all'intervento sanitario relativo alla procreazione.

###### La natura e l'opportunità della distinzione
Il concepito, dunque, altro non sarebbe che lo status giuridico soggettivo dell'embrione impiantato.
L'embrione, in senso giuridico, è semplicemente oggetto delle tutele ordinamentali pre-impianto, che si risolvono in:
- limitazioni alla sperimentazione
- limitazioni alla produzione e crioconservazione
- indagini e diagnosi solo osservative, che non possono condurre di per sé all'eliminazione dell'embrione stesso.
- eventuali tracheotomie del soggetto

#### Fonti rilevanti nel diritto italiano

##### Legge ordinaria
Nella legge ordinaria, la considerazione del concepito ha conosciuto alcuni interventi nel corso degli anni, che ne hanno modificato la posizione giuridica.
Il codice civile, tuttora in vigore, infatti presenta la tutela del concepito come subordinata all'evento della nascita (art.1 C.C.).
La legge 194 del 1978, coerentemente con questo quadro normativo, introduce tuttavia una forma di tutela per il concepito a partire dal compimento dei termini ultimi stabiliti per l'esercizio, introdotto e regolato dalla legge, del diritto all'interruzione volontaria della gravidanza.
Solo con la legge 40 del 2004, e in particolare con l'art.1 della stessa, sembra essere stato introdotto il concepito stesso, sic et simpliciter, fra i soggetti coinvolti nel processo di procreazione medicalmente assistita: un soggetto giuridico, dice la norma, di cui la legge si propone di assicurare i diritti.

##### Giurisprudenza

###### Sintesi dell'evoluzione storica
L'evoluzione della giurisprudenza si sviluppa attraverso un confronto serrato fra la tutela offerta dalla legge nei confronti dell'integrità psicofisica e della libertà di scelta della madre, e la legittima aspettativa a nascere e godere della propria integrità psicofisica da parte del concepito nascituro. In seguito, la legge 40/2004 ha individuato gli aspetti della disciplina sulla fecondazione assistita che integrano e migliorano la tutela del concepito, la cui rilevanza risulta accresciuta e difficilmente conciliabile con la tutela offerta agli altri soggetti coinvolti.
Collateralmente i giudici civili ritengono che il concepimento sia dapprima "oggetto del diritto di procreare" (febbraio 2000), e che i genitori siano titolari di interessi paritari, e che solo con l'impianto dell'embrione trovano una limitazione, essendo l'embrione non impiantato un'entità del tutto diversa dal soggetto (nato vivo) capace di diritto. 
Il dissenso del padre all'impianto è valido e sufficiente ad infirmare la volontà della madre (giugno 2000).
Dopo l'intervento della L.40 (anno 2004), le norme sembrano sottrarre alla madre la possibilità di bilanciare gli interessi propri con quelli di altri soggetti (il padre, l'embrione, la società), ponendo la legge l'implicito divieto di rifiutare gli embrioni malformati.
In base a tale interpretazione la madre dovrebbe ricevere l'embrione malformato, salvo poi interrompere volontariamente la gravidanza. 
Nel 2007, tuttavia, una sentenza del tribunale di Firenze risolve la contraddizione fra l. 40 e l. 194, sancendo l'inapplicabilità di fatto della legge 40 stessa, laddove obbliga la donna a subire l'impianto di tutti gli embrioni prodotti anche quando questo contrasta con la sua stessa salute; anche lo stesso divieto di diagnosi pre-impianto, sempre volto a una presunta tutela del concepito anche al di fuori e contro la volontà dei suoi genitori, è stato considerato dallo stesso tribunale incostituzionale.
Nel solco dell'interpretazione di tutela del concepito si inserisce anche la Cassazione che sembra voler riconoscere un diritto discendente dall'art.32 (Tutela della salute) al concepito.
Nel 2006, si arriva a ritenere che anche il contratto di spedalità sia contratto a favore di terzo (il concepito), che assumerebbe così, pur non essendo pienamente capace, il ruolo di soggetto di questo specifico diritto.

###### Giurisprudenza costituzionale
Sentenza 18 febbraio 1975 - Collisioni di interessi tutelati in tema di aborto volontario.
Secondo la Corte il delitto contro il concepito è "delitto contro la persona", come da previgente Codice Zanardelli, immutato nel delitto contro l'integrità della stirpe del Codice Rocco.
La Corte propone una lettura evoluzionistica delle pronunce: il prodotto del concepimento fu alternativamente ritenuto semplice parte dei visceri della donna, speranza d'uomo, soggetto animato fin dall'inizio, o dopo un periodo più o meno lungo di gestazione.
Ritiene la Corte che la tutela del concepito abbia fondamento costituzionale, in particolare ex art. 2 Cost.
La legge tuttavia, - secondo la pronuncia della Corte - non può dare agli interessi del concepito una prevalenza totale ed assoluta, negando agli altri beni in considerazione adeguata protezione. In altre parole: Non esiste equivalenza fra il diritto non solo alla vita ma anche alla salute proprio di chi è già persona, come la madre, e la salvaguardia dell'embrione che persona deve ancora diventare.
Sentenza 10 febbraio 1981 - La legge 194 non è uno strumento di controllo delle nascite.
L'art. 1 della legge n. 194 del 1978 afferma un principio di contenuto più specificamente normativo, quale è quello per cui l'interruzione volontaria della gravidanza non è mezzo per il controllo delle nascite. [..]
Nelle proposizioni della 194/78 non solo è contenuta la base dell'impegno delle strutture pubbliche a sostegno della valutazione dei presupposti per una lecita interruzione volontaria della gravidanza, ma è ribadito il diritto del concepito alla vita.
La limitazione programmata delle nascite è infatti proprio l'antitesi di tale diritto, che può essere sacrificato solo nel confronto con quello, pure costituzionalmente tutelato e da iscriversi tra i diritti inviolabili, della madre alla salute e alla vita.
Si fa strada, dunque, il problema del bilanciamento di interessi.
Sentenza N.45 anno 2005 - La procreazione assistita è necessaria per adempiere ad obblighi internazionali che trovano rispondenza nella Costituzione
La legge n. 40 del 2004 è composta di diciotto articoli [...] Essi, nel loro complesso, disciplinano analiticamente una molteplicità di differenziati profili connessi o collegati alla procreazione medicalmente assistita, materia in precedenza non disciplinata in via legislativa.
Si tratta della prima legislazione organica relativa ad un delicato settore, che negli anni più recenti ha conosciuto uno sviluppo correlato a quello della ricerca e delle tecniche mediche, e che indubbiamente coinvolge una pluralità di rilevanti interessi costituzionali, i quali, nel loro complesso, postulano quanto meno un bilanciamento tra di essi che assicuri un livello minimo di tutela legislativa. Esigenza questa già sottolineata da questa Corte nella sentenza n. 347 del 1998.'
'Analoghe finalità di bilanciamento e di tutela sono affermate a livello internazionale, in particolare con alcune disposizioni della Convenzione di Oviedo [...] e del relativo Protocollo addizionale stipulato a Parigi il 12 gennaio 1998 [...] testi sottoscritti anche dalla Comunità europea e di cui il legislatore nazionale ha autorizzato la ratifica e determinato l'esecuzione (legge 28 marzo 2001, n. 145)[...]
Sono altresì affermate con alcuni contenuti dell'art. 3 (Diritto all'integrità della persona) della Carta dei diritti fondamentali dell'Unione europea, proclamata nel 2000, in tema di consenso libero e informato della persona interessata, di divieto di pratiche eugenetiche, di divieto di clonazione riproduttiva degli esseri umani. 
Pertanto la normativa è – ai sensi di quanto prima precisato – costituzionalmente necessaria.
La Corte, infatti, aveva già avuto occasione di notare nella sentenza n. 17 del 1997 che – mentre «sono irrilevanti» … «i propositi e gli intenti dei promotori circa la futura disciplina legislativa che potrebbe o dovrebbe eventualmente sostituire quella abrogata» – «ciò che conta è la domanda abrogativa, che va valutata nella sua portata oggettiva e nei suoi effetti diretti, per esaminare, tra l'altro, se essa abbia per avventura un contenuto non consentito perché in contrasto con la Costituzione, presentandosi come equivalente ad una domanda di abrogazione di norme o principi costituzionali, anziché di sole norme discrezionalmente poste dal legislatore ordinario e dallo stesso disponibili (sentenza n. 16 del 1978 e n. 26 del 1981)».
Sentenza N.48 anno 2005 - L'art.1 della L.40 è superfluo.
Per quanto concerne l'art. 1 della legge, [...] è sufficiente osservare che la norma presenta per tale ultimo aspetto un contenuto meramente enunciativo, dovendosi ricavare la tutela di tutti i soggetti coinvolti e, quindi, anche del concepito, dal complesso delle altre disposizioni della legge. La eventuale abrogazione di tale ultima parte dell'art. 1 non incontra, pertanto, ostacoli di ordine costituzionale.
Ordinanza n. 369 anno 2006 - Diagnosi preimpianto in caso di ostacoli di natura transitoria (e non transitoria)
Nel procedimento d'urgenza introdotto da una coppia di coniugi ammessi alla procreazione assistita affinché venisse dichiarato il diritto di ottenere la diagnosi preimpianto dell'embrione quando l'omissione di detta diagnosi implichi un accertato pericolo grave ed attuale per la salute psicofisica della donna, veniva proposto giudizio di legittimità costituzionale dell'art. 13 della legge 19 febbraio 2004, n. 40, [...] in riferimento agli artt. 2, 3 e 32 della Costituzione.
Si chiedeva di accertare se l'art. 13 della legge 19 febbraio 2004, n. 40 (Norme in materia di procreazione medicalmente assistita) fosse legittimo nella parte in cui non consente di accertare mediante la diagnosi preimpianto, se gli embrioni da trasferire nell'utero della donna ammessa alla procedura di procreazione assistita siano affetti da malattie genetiche, di cui i genitori siano portatori in caso di accertato pericolo grave ed attuale per la salute psicofisica della donna;
I ricorrenti, dei quali era stata accertata la sterilità avevano esposto di avere già fatto ricorso alla medesima procedura a seguito della quale la donna si era trovata in stato di gravidanza, ma che avevano dovuto interromperla per ragioni terapeutiche, essendosi accertato, attraverso la villocentesi praticata all'undicesima settimana, che il feto era affetto da beta-talassemia e tale evento provocato alla donna una sindrome ansioso-depressiva, in occasione della seconda procedura di procreazione in vitro i ricorrenti avevano chiesto al primario
dell'Ospedale regionale per le microcitemie la diagnosi preimpianto dell'embrione già formato,
rifiutando l'impianto se non a diagnosi effettuata;
Il sanitario si era però rifiutato di procedere, invocando l'art. 13 della legge n. 40 del 2004 che consentirebbe solo interventi sull'embrione aventi finalità diagnostiche e terapeutiche volte alla tutela della salute ed allo sviluppo dell'embrione stesso;
I ricorrenti, ritenendo tale lettura inaccettabile alla luce dell'art. 32 Cost., hanno chiesto la declaratoria in via cautelare – considerato che gli embrioni erano provvisoriamente crioconservati e che il tempo necessario per la convocazione della controparte poteva pregiudicare l'attuazione del provvedimento urgente – del proprio diritto ad ottenere la predetta diagnosi, e sollecitato l'emanazione di un decreto, ex art. 669-sexies, secondo comma, cod. proc. civ., che ordinasse al predetto sanitario di procedere alla diagnosi, deducendo, in subordine, la illegittimità costituzionale del citato art. 13 per contrasto con gli artt. 2 e 32, primo comma, Cost., nella parte in cui non prevede la diagnosi preimpianto ove la stessa sia giustificata dalla necessità di tutelare il diritto della donna alla propria salute;
Nel giudizio innanzi alla Corte il Presidente del Consiglio dei ministri, per il tramite dell'Avvocatura generale dello Stato concludeva per la infondatezza della questione di legittimità costituzionale, in quanto il suo accoglimento avrebbe potuto comportare una forma di selezione a scopo eugenetico degli embrioni, a fronte di un ipotetico rischio di compromissione dello stato psicofisico della donna.
La Corte decideva sulla questione accogliendo le stesse considerazioni del giudice a quo, che formulava alcuni dubbi sulla consistenza del divieto di impianto in caso di patologie temporanee: "l'art. 14, comma 3, «precisando che la crioconservazione può essere mantenuta fino alla data del trasferimento, da realizzare non appena possibile, fa evidente riferimento ad ostacoli patologici all'impianto di natura meramente transitoria», e non già permanente";
In caso di ostacoli di natura transitoria la Corte interpreta cioè la legge 40 nel senso che è possibile ricorrere alla diagnosi sull'embrione crioconservato.
Nel caso concreto sottoposto all'esame (possibile talassemia) è possibile derivare dall'interpretazione della Corte che potranno essere ammessi a fortiori diagnosi preimpianto in caso di ostacoli non temporanei.
Tribunale Roma, 17 febbraio 2000 - concepimento come oggetto del diritto di procreare.
Il giudice può autorizzare il trasferimento di embrioni crio conservati appartenenti a due coniugi nell'utero di una donna consenziente.
La cd. locazione d'utero o utero in affitto è un contratto atipico, meritevole di tutela e lecito qualora esso realizzi il diritto alla procreazione di un soggetto a ciò impossibilitato e purché l'utilizzazione dell'utero sia determinato da ragioni dei solidarietà e concesso per spirito di liberalità.
Il rifiuto di procedere all'impianto degli embrioni per motivi di natura deontologica contrasta con il diritto alla vita del nascituro e con il diritto all'integrità psicofisica della madre, i quali a loro volta segnano il limite entro cui può ricevere tutela il diritto costituzionale dei minori all'inserimento di una famiglia completa, appare conforme a giustizia risolvere il dubbio circa la validità del contratto di opera professionale intercorso nel senso della sua conservazione anche a seguito del decesso del marito.
Tribunale Bologna, 26 giugno 2000 - bilanciamento di interessi prima dell'impianto e momento iniziale della tutela per il concepito.
Fino al momento del trasferimento degli embrioni nell'utero materno, il diritto alla paternità e alla maternità sono paritari cosicché il consenso originariamente prestato al procedimento di fecondazione assistita omologa può essere revocato da entrambe le parti.
Parimenti, è solo con l'inizio della gravidanza che l'ordinamento appresta tutele giuridiche a favore del prodotto del concepimento. Infatti gli ovuli umani fecondati ma non impiantati e crioconservati sono, sul piano biologico e giuridico, entità ben diversa dagli embrioni già allocati nell'utero materno,... non godono della stessa tutela legale e non hanno le stesse prerogative giuridiche della persona nata viva. Non sussiste, a seguito della separazione dei coniugi ed il dissenso del coniuge di sesso maschile all'impianto, il diritto della donna di richiederlo, atteso che lo stesso contrasta con il diritto ad una paternità non imposta del padre e con il diritto del nascituro a fruire e godere della doppia figura genitoriale, per essere istruito, educato e mantenuto da entrambi i genitori.
Tribunale Catania, 3 maggio 2004 - la tutela dell'embrione come divieto di rifiutare gli embrioni geneticamente malformati, e l'impostazione finalistica della legge.
Non viola i diritti fondamentali della persona, e della donna in particolare, ed ha fondamento nella tutela dell'embrione stesso e della salute collettiva l'obbligo legale d'impiantare, contestualmente tutti gli embrioni formati attraverso fecondazione in vitro, e l'implicito divieto di rifiutare quelli geneticamente malformati
La l. n. 40 del 2004 tende alla tutela della vita, inclusa quella dell'embrione, e poiché i soggetti da proteggere sono numerosi (l'aspirante madre, l'aspirante padre, gli embrioni, la società) ed in potenziale conflitto di interessi tra loro, opera un bilanciamento fra di essi, sottraendolo alla decisione della sola futura madre.
Sentenza Cassazione n. 14488/2004 - Il concepito come destinatario di diritti, giuridicamente capace.
La Corte nega l'esistenza del diritto a non nascere, dacché nel nostro ordinamento sono presenti principi quali quelli desumibili dall'art. 3 Cost. che impediscono la possibilità di eliminare la "wrongful life" (vita ingiusta).
Riconoscere tale diritto significherebbe negare il principio di cui all'Art. 2 Cost e sancito dall'art. 5 c.c., di indisponibilità del proprio corpo.
Inoltre, secondo la Corte, il diritto di non nascere sarebbe un diritto adespota (letteralmente: senza padrone), in quanto a norma dell'articolo 1 Cc la capacità giuridica si acquista al momento della nascita, ed i diritti che la legge riconosce a favore del concepito (art. 462, 687, 715 c.c.) sono subordinati all'evento della nascita, ma appunto esistenti dopo la nascita.
Conseguentemente il diritto di non nascere, fino alla nascita non avrebbe un soggetto titolare dello stesso e con la nascita detto diritto di non nascere sarebbe definitivamente scomparso.
Superando l'interpretazione rigorosa dell'art. 1 c.c., sembra possa riconoscersi un diritto soggettivo, secondo un'accezione lata del termine: un diritto riferibile ad un soggetto non nato, sibbene concepito: il diritto di nascere.
Diversamente può opinarsi in caso di malformazioni o patologie, che la Corte ritiene motivo esclusivo assieme al pericolo per la salute della madre, di ricorso all'aborto anche oltre i termini consentiti dalla legge 194 (90 giorni).
In ultima analisi, comunque, lo stesso diritto alla salute, che trova fondamento nell'art. 32 della Cost. – per il quale la tutela è garantita "come fondamentale diritto dell'individuo" (oltre che "interesse della collettività") - [...] deve ritenersi esteso anche al dovere di assicurare le condizioni favorevoli nel periodo che la precedono, volte a garantire l'integrità del nascituro.
Sentenza Cassazione n. 16123/2006 - Dalla titolarità di interessi alla titolarità di diritti.
Già da tempo la dottrina e la giurisprudenza si sono sforzate di rinvenire una soddisfacente giustificazione teorica del fatto che il nostro ordinamento riconosca al concepito la titolarità di interessi sia di carattere patrimoniale sia di carattere personale (v. artt. 462; 687; 715 cc; l. 40/2004).
La giurisprudenza ricostruisce il contratto di spedalità intercorrente tra la gestante e la struttura sanitaria come un contratto con effetti protettivi a favore di terzi (id est del nascituro), il quale pone obbligo di non arrecare danni a terzi estranei al contratto.
L'eventuale inadempimento di tali obblighi accessori può essere fatto valere sia dalla partoriente, nella quale permanga un interesse attuale, sia dal soggetto in protezione del quale l'obbligo è posto (cfr. Cass. 11503/93).
La sentenza si sofferma in particolar modo su quali siano le lesioni suscettibili di tutela risarcitoria e le posizioni cui queste fanno capo.
TAR Lazio 3452/2005 - Divieto di aborto eugenetico.
In una pronuncia avente ad oggetto il D.M. 21 luglio 2004, “Linee guida in materia di procreazione assistita”, il Collegio afferma che non può allo stato riconoscersi un diritto al concepimento di un figlio sano, pertanto la procreazione assistita deve essere solo intesa a favorire la soluzione dei problemi riproduttivi derivanti da sterilità e infertilità e non può essere strumentale alla selezione del figlio “perfetto”.
Tribunale Cagliari, 24 settembre 2007 - Diagnosi preimpianto e diagnosi post concepimento.
A fronte della tesi della non praticabilità della diagnosi preimpianto, di cui è espressione l'ordinanza di rimessione (alla cui ampia motivazione si rimanda) sulla base de:
- l'ampio tenore letterale dell'art. 13[...];
- la diagnosi preventiva [..] non potrebbe ritenersi utilizzabile per “interventi a tutela della salute e dello sviluppo dell'embrione”, non sussistendo [...] alcuna possibilità di cura dell'embrione affetto da tali malattie;
- il contenuto delle linee guida ministeriali che espressamente vietano accertamenti diagnostici sugli embrioni di tipo invasivo consentendo solo una diagnosi di tipo osservazionale;
- l'interpretazione della legge alla luce dei suoi criteri ispiratori[...];
- la disciplina complessiva della procedura di procreazione medicalmente assistita disegnata dalla legge[...];
- l'interpretazione restrittiva della disposizione dettata all'art. 14 [...] interpretazione secondo cui la norma farebbe riferimento ai soli ostacoli patologici all'impianto di natura meramente transitoria;

il giudice ritiene non condivisibili le argomentazioni poste a fondamento dell'opzione interpretativa appena delineata e ritiene invece preferibile, per le ragioni che di seguito si indicheranno, quella lettura del dettato normativo che riconosce la praticabilità della diagnosi preimpianto quando, come nel caso di specie, la stessa risponda alle seguenti caratteristiche:
- sia stata richiesta dai soggetti indicati nell'art. 14, 5º comma, l. n. 40/2004;
- abbia ad oggetto gli embrioni destinati all'impianto nel grembo materno (destinazione che, ad esempio, deve invece ritenersi esclusa per gli embrioni che si trovino in stato di crioconservazione in attesa di estinzione);
- sia strumentale all'accertamento di eventuali malattie dell'embrione e finalizzata a garantire a coloro che abbiano avuto legittimo accesso alle tecniche di procreazione medicalmente assistita una adeguata informazione sullo stato di salute degli embrioni da impiantare.

Pertanto, per i seguenti motivi:
1. La mancanza di un esplicito divieto [...]
2. Il significato letterale e l'ambito della disciplina dettata [...]
3. Il diritto alla piena consapevolezza in ordine ai trattamenti sanitari [...]
4. L'illegittimità delle linee guida ministeriali [...]
5. I criteri ispiratori della l. n. 40/2004 [...]
6. I principi costituzionali. [...]

il Giudice, definitivamente decidendo [...] dispone che l'accertamento diagnostico sia effettuato, anche con tecniche invasive, secondo metodologie che, in base alla scienza medica, offrano il maggior grado di attendibilità della diagnosi ed il minor margine di rischio per la salute e le potenzialità di sviluppo dell'embrione;

#### Profili critici
Dalla rassegna di norme codicistiche, norme speciali e giurisprudenza emergono diversi problemi:

##### La L.40 e l'art. 1 c.c.
L'interpretazione della L.40/2004 può essere resa coerente con l'art. 1 del c.c..
Al concepito andrebbe dunque riconosciuta non la capacità giuridica, ma senz'altro una certa soggettività di diritto, ovvero non la capacità di essere titolare di diritti ed obblighi, ma quella più prosaica di essere soggetto di imputazione di talune limitate situazioni giuridiche.
D'altra parte, la situazione giuridica di che trattasi ha per innegabili ragioni naturalistiche la caratteristica di sussistere nel quadro di differenti interessi.
Così come il concepito è tale per l'unione di due gameti, portatori a loro volta di innumerevoli istanze naturalistiche, così il concetto (giuridico) risente dei molteplici fattori ed interessi che si incontrano e talvolta confliggono.

##### La L.40/2004 e la L. 194/78
I principi ispiratori di queste leggi sono fondati su rationes antitetiche.
L'irrigidimento rende prevalente nel bilanciamento costituzionale che deve operare l'interprete solo una delle singole istanze.
Sicché si verificano conflitti fra diritto alla salute della madre e diritto alla vita del concepito, ovvero fra contenuto e contenuto del diritto alla salute e fra i diversi soggetti coinvolti.
Tuttavia un diverso approccio sulla materia da parte della giurisprudenza è in atto già da molto tempo: dalla rassegna di pronunce si può evincere come lo scorso ventennio sia stato estremamente florido di soluzioni ammissibili e fondate.
I giudici hanno dovuto prendere atto di dover spesso pronunciarsi su questioni non prettamente tecniche, ma etiche, sociali, psicologiche, religiose.
Sicché, la terminologia adottata, i temi trattati nelle pronunce, la consapevolezza di un diverso livello di tutela da approntare nei confronti della vita, degli interessi cui questo livello di tutela attinge, si sono evolute negli anni, come la rassegna che precede dimostra esemplarmente.
Da un canto assistiamo ad un progressivo allargamento e livellamento del concetto di maternità, d'altro canto si assiste alla volontà politica di affermare, con riferimento alla vita in divenire, aspetti etici che male si conciliano con una evoluta tecnica interpretativa, aprendo spazi interpretativi spesso in conflitto con le prerogative di certezza tipiche dell'ordinamento.
Si amplia anche la tutela della paternità, e si accresce complessivamente la soglia di conflitto fra gli interessi in gioco.
Anche a tali istanze sembra rispondere questo nuovo trend legislativo, che nel tentativo di responsabilizzare i partner, rischia però di aggiungere ulteriori vincoli alla già precaria stabilità ed economia dei rapporti di coppia.
Va infine detto che il vincolo legislativo, seppur pedagogico, non può assolvere a funzioni del tutto personali (quella del padre, della madre). Non può sostituirsi all'ambiente sociale, il quale entro certi limiti, influisce direttamente sulla sostanza dei rapporti del nucleo familiare.
L'opera dei giudici deve tener conto della complessità concreta di tutte le considerazioni svolte e di altre che si presentano.
Il compito pare assai arduo, e le soluzioni debbono essere indirizzate sul caso specifico.
Ciò che sembra aggiungersi e sancirsi, nella considerazione dell'insieme di leggi e di massime giurisprudenziali, è la necessità della dialettica degli interessi.

### Diritto tedesco
Nel 1993, la Corte costituzionale federale della Germania ha sostenuto la tesi che la Grundgesetz (Costituzione) garantisce il diritto alla vita dal concepimento, ma che è potere discrezionale del parlamento la decisione di non punire l'aborto nel primo trimestre di gravidanza, pur prevedendo che la decisione della donna dovesse essere comunque presa nell'ambito del consenso informato. Le informazioni al riguardo devono essere volte a scoraggiare l'aborto e a proteggere la vita del concepito.
La decisione è stata preceduta da un'altra sentenza, la BVerfGE 39,1 del 1975, che andava nella stessa direzione, sostenendo che il concepito ha diritto alla vita, in quanto garantito dalla costituzione, che l'aborto è "un atto omicida", e che il feto ha diritto alla protezione legale durante il suo sviluppo.
L'articolo preciso cui si riferisce la Corte è l'articolo 2.2, dove è stabilito che "Ognuno ha il diritto alla vita", ma la figura del nascituro non è specificamente menzionata.
La legge del 1992, emendata poi nel 1995 fu un tentativo di conciliare la permissiva legge della Repubblica Democratica Tedesca, con l'idea più restrittiva predominante nell'allora Germania Ovest.

### Diritto francese
La Chambre criminelle della Corte di Cassazione francese ha emesso una sentenza (il 30 giugno 1999) in base alla quale veniva annullata una sentenza che condannava un ginecologo, il quale aveva provocato per errore l'aborto di una paziente incinta da qualche settimana, per omicidio involontario. Contro questa sentenza, la paziente aveva sollevato la questione presso la Corte Europea dei diritti dell'uomo, la quale ha stabilito (con il giudizio 53924/00 sulla controversia Vo v. France) che la decisione su quale sia il "punto di partenza della vita" resta nella discrezionalità dei singoli ordinamenti nazionali.
Un successivo pronunciamento della Corte di Cassazione francese, emesso il 29 giugno del 2001 ha precisato che le norme del Codice penale francese sull'omicidio involontario non possono essere applicate all'embrione o al feto (posizione confermata da una successiva sentenza del 25 giugno 2002).
Col testo 208 del 27 novembre 2003, l'Assemblea Nazionale ha votato un testo che, col cosiddetto emendamento Garraud, introduceva il nuovo reato di "interruzione involontaria della gravidanza". Il testo, però, è stato in seguito ritirato al Senato, anche a causa delle reazioni dell'opinione pubblica.

### Diritto irlandese
Nel 1983, l'Ottavo Emendamento alla Costituzione irlandese, conosciuto anche come "Pro-Life Amendment", fu aggiunto, dopo referendum popolare, al testo fondamentale. Esso riconosce il diritto alla vita del concepito.

### Diritti ispanici
Una accurata analisi dei diritti del nascituro, non solo in Spagna, ma anche nei diritti collegati come quello della Costa Rica è stata fatta da Alberto Calvo Meijide.
Le Costituzioni di diversi Paesi latinoamericani affermano l'esistenza di alcuni diritti della persona fin dal momento (istante) del concepimento: 
- Repubblica Dominicana (art. 37, Costituzione vigente dal 2015[15]),
- Ecuador (Costituzione promulgata dal referendum del 20 ottobre 2008)[16]),
- El Salvador[17],
- Guatemala (Costituzione promulgata nel 1985 ed emendata nel 1993[18][19],
- Paraguay (Costituzione del 20 giugno 1992[20][21],
- Perù (Costituzione del 1993[22].